# 潼川镇
潼川镇，是中华人民共和国四川省绵阳市三台县下辖的一个乡镇级行政单位。

## 行政区划
潼川镇下辖以下地区：
下东街社区、老西街社区、大十字社区、解放街社区、建设街社区、皂角城社区、凯涪社区、西门社区、曲江社区、蟠龙社区、草堂社区、梓新社区、凤凰村、佳桥村、盐井村、柳林村、龙青村、长丰村、长兴村、庆丰村、解放村、互利村、林茂村、大河村、平渡村、光明村、花园村、长沟村、金山村、橙园村、顺江村、云鼎村、天保村、白鹤村、胜丰村、蟠龙村、大兴村、石宝村、百花村、长林村、樟泉村和同心村。